# Tectaria variabilis
Tectaria variabilis är en ormbunkeart som beskrevs av Marie Laure Tardieu och Ching. Tectaria variabilis ingår i släktet Tectaria och familjen Tectariaceae. Inga underarter finns listade.